# Gabriel Loeschbor
Gabriel Loeschbor (Santa Fe, 4 de juny de 1977) és un futbolista argentí, que ocupa la posició de defensa.
Comença la seua carrera en 1997 al Rosario Central, on juga fins al 2001 assolint les semifinals de la Copa Libertadores d'eixe any. Al mateix 2001 va fitxar per Racing Club, ajudant al seu equip a guanyar l'Apertura 2001, posant fi a una sequera de 35 anys per al club racinguista. El defensa va ser titular i va marcar al darrer partit davant Vélez Sársfield.
Aquesta fita va atraure l'atenció de diversos clubs europeus, fitxant pel francès Rennes el 2002. A l'any següent canvia al Real Murcia de la primera divisió espanyola.
El 2004 retorna al seu país per a jugar amb San Lorenzo i River Plate, així com una segona etapa a Rosario Central. El 2006 signa amb Arsenal de Sarandí, amb qui es classifica per a la Copa Sudamericana 2007 i la Libertadores 2008. Posteriorment hi milita a Gimnasia de Jujuyi a Independiente Rivadavia.